# Repeater
Repeater (рус. Повторитель) — дебютный студийный альбом американской пост-хардкор-группы Fugazi, выпущенный 19 апреля 1990 года на лейбле Dischord Records.
Repeater часто рассматривается как определяющий альбом группы и веха в рок-музыке. Это было описано как «более злое американское обновление Solid Gold группы Gang of Four». Он также был отмечен сложным взаимодействием гитары и ритм-секции. Пластинка вошла в альманах «Тысяча и один музыкальный альбом, который стоит прослушать, прежде чем вы умрёте».

## Производство и запись
К 1989 году участники Fugazi начали джемить и сочинять новый материал как группа, а не к исполнению песен, написанных исключительно певцом/гитаристом Иэном Маккеем. После завершения нескольких длительных гастролей по США и Европе они начали работать над новым материалом, а также доработкой песен, которые они уже исполняли вживую, таких как «Merchandise» и «Turnover», последняя из которых первоначально называлась «NSA» в её оригинальной форме, с участием Маккея на вокале.
Группа снова решила работать как с Доном Зиентарой, так и с Тедом Найсли, как и раньше, и в июле 1989 года вошла в студию Inner Ear, чтобы начать процесс записи. Группа смогла записаться только в присутствии Найсли между 9 утра и часом дня, потому что Найсли делил своё время между студией и кулинарной школой. Запись альбома была завершена в сентябре 1989 года.

## Музыка и тексты песен
Лирика альбома затрагивает широкий спектр тем, таких как: жадность, насилие, сексуальность, неприкосновенность частной жизни, злоупотребление наркотиками и смерть. Маккей сказал в интервью для Guitar World, что название альбома «Загружено на очень многих уровнях. На самом деле речь идёт о том, как вещи в жизни повторяются снова и снова. Но название также является довольно туманным намёком на Revolver группы The Beatles. Запись вращается, и она также повторяется. Револьвер — это тоже пистолет, как и ретранслятор. Заглавная композиция рассказывает о детях, которые постоянно стреляют друг в друга, и ссылается на насилие, связанное с крэком и кокаином, в Вашингтоне, округ Колумбия, в 1980-х годах».

## Выпуск и приём критиков
| Оценки критиков               | Оценки критиков |
| Источник                      | Оценка          |
| ----------------------------- | --------------- |
| AllMusic                      | [ 3 ]           |
| Encyclopedia of Popular Music | [ 7 ]           |
| The Great Rock Discography    | 8/10            |
| MusicHound                    | 3/5             |
| Music Story                   | [ 10 ]          |
| OndaRock                      | 9/10            |
| The Rolling Stone Album Guide | [ 12 ]          |
| Spin Alternative Record Guide | 6/10            |
| Том Халл                      | B               |
| The Village Voice             | A−              |

Выпущенный 19 апреля 1990 года на лейбле Dischord Records, Repeater изначально не попал в чарты Billboard 200 и не имел коммерческого успеха. Тем не менее, группа провела большую часть 1990 и 1991 годов в интенсивных гастролях, дав в общей сложности 250 концертов в период с марта 1990 по июнь 1991 года, регулярно распродавая более 1000 мест по всему миру. Альбом был издан в апреле 1990 года на виниле и в мае — на компакт-дисках, дополненный тремя песнями с мини-альбома 3 Songs (1989 г.).
В то время как крупные лейблы начали обхаживать Fugazi, группа решила, что Dischord достаточно хорошо распространяет их записи, и отказалась от каких-либо коммерческих предложений. Согласно Алану О’Коннору в его книге 2008 года «Панк-лейблы и борьба за автономию: появление DIY», Repeater продал 500 000 копий (на основе интервью с Dischord Records). Альбом также был хорошо принят критиками.
Обложка альбома была основана на фотографии Джима Саа.

## Наследие

### Влияние
Repeater отличался альтернативным рок-звучанием, которое предшествовало таким значительным релизам, как Nevermind группы Nirvana и Ten группы Pearl Jam, которые неожиданно продолжили врываться в мейнстрим. На Тима Коммерфорда из Rage Against the Machine повлиял данный альбом, как и на Стива Холмса из American Football и Metz. Бен Вайнман из The Dillinger Escape Plan назвал его одной из своих любимых записей всех времён.
Группа La Dispute делала кавер-версию заглавной композиции вживую. Песня «Merchandise» был также исполнена такими группами, как Face to Face (входит в альбом Standards & Practices), Ted Leo and the Pharmacists и Dogstar. Группа Gogol Bordello исполнила песню «Blueprint» вживую на одном из своих концертов, также её исполняли Бен Ли и Тим Армстронг в рамках его проекта Tim Timebomb. Строки текста упоминаются в песне «Raging Lung» группы The Knife с альбома Shaking the Habitual. Семпл песни можно услышать в песне «Not Playin'» от Emynd. У группы Stereotyperider есть кавер-версия песни «Styrofoam». Boy Eats Drum Machine сделали кавер на песню «Shut the Door».

### Награждения
По состоянию на март 2021 года сайт-агрегатор «Acclaimed Music» считает альбом 652-м самым популярным альбомом всех времён.
| Издание           | Страна | Альбом     | Награждение                                          | Год  | Место |
| ----------------- | ------ | ---------- | ---------------------------------------------------- | ---- | ----- |
| Spin              | US     | Repeater   | The 300 Best Albums of the Past 30 Years (1985—2014) | 2015 | 70    |
| Spin              | US     | Repeater   | Top 90 Albums of the 90s                             | 1999 | 36    |
| Alternative Press | US     | Repeater   | The 90 Greatest Albums of the 90’s                   | 1998 | 23    |
| Kerrang!          | UK     | Repeater   | The 100 Greatest Rock Albums                         | 2006 | 57    |
| Pitchfork         | US     | Repeater   | Top 100 Albums of the 90s                            | 1999 | 52    |
| LostAtSea         | US     | Repeater   | 90 Albums of the 90s                                 | 2000 | 51    |
| Pitchfork         | US     | «Repeater» | Top 200 Tracks of the 90s                            | 2010 | 58    |

## Список композиций
Все песни написаны группой Fugazi.
| №   | Название            | Длительность |
| --- | ------------------- | ------------ |
| 1.  | «Turnover»          | 4:16         |
| 2.  | «Repeater»          | 3:01         |
| 3.  | «Brendan #1»        | 2:32         |
| 4.  | «Merchandise»       | 2:59         |
| 5.  | «Blueprint»         | 3:52         |
| 6.  | «Sieve-Fisted Find» | 3:24         |
| 7.  | «Greed»             | 1:47         |
| 8.  | «Two Beats Off»     | 3:28         |
| 9.  | «Styrofoam»         | 2:34         |
| 10. | «Reprovisional»     | 2:18         |
| 11. | «Shut the Door»     | 4:49         |

## Участники записи
- Ги Пиччотто — вокал, гитара
- Иэн Маккей — вокал, гитара
- Брендан Кэнти — барабаны
- Джо Лэлли — бас-гитара